# Malwa
Malwa (Malwi: माळवा, Māḷavā) ist eine Region im westlichen zentralen Nordindien und nimmt dort ein Plateau vulkanischen Ursprungs im westlichen Teil des Bundesstaates Madhya Pradesh ein. Diese Region war von der Zeit des indischen Malawa-Stammes bis zum Zusammenschluss der Britischen Malwa-Agentur in Madhya Bharat (1947) eine selbständige politische Einheit. Trotz Grenzverschiebungen im Laufe der Geschichte hat sich in ihr eine eigene spezifische Kultur und Sprache entwickelt.
Das Plateau, das einen großen Teil der Region einnimmt, wird nach der Region Malwa-Plateau genannt. Seine mittlere Höhe beträgt 500 Meter und die Landschaft fällt generell zum Norden hin ab. Der größte Teil der Region wird vom Chambal und seinen Nebenflüssen entwässert, der westliche Teil vom Oberlauf des Mahi. Zu Zeiten von Malwas Selbständigkeit war Ujjain die politische, wirtschaftliche und kulturelle Hauptstadt der Region, heute bildet Indore als größte Stadt das wirtschaftliche Zentrum. Insgesamt sind die meisten Menschen Malwas in der Landwirtschaft tätig. So ist die Region etwa einer der wichtigsten Opiumproduzenten weltweit. Es werden aber auch Cash Crops wie Baumwolle und Sojabohnen angebaut. Ein weiterer wichtiger Wirtschaftszweig ist die Textilproduktion.
Zu Malwa gehören die Distrikte Dewas, Dhar, Indore, Jhabua, Mandsaur, Neemuch, Rajgarh, Ratlam, Shajapur, Ujjain sowie Teile von Guna und Sehore sowie der Distrikt Jhalawar des Bundesstaates Rajasthan und Teile von Bansware und Chittorgarh. Im Norden wird Malwa durch die Hadoti-Region begrenzt, im Nordwesten durch Mewar und durch Vagad und Gujarat im Westen. Manchmal wird Nimar im Süden der Vindhyas politisch und verwaltungstechnisch noch Malwa zugerechnet. Geologisch bezieht sich die Bezeichnung Malwa-Plateau jedoch auf das vulkanische Hochland südlich der Vindhyas, die Malwa umfassen, und erstreckt sich nach Osten hin bis zum oberen Betwabecken und zu den Oberläufen der Flüsse Dhasan und Ken. Die Region hat ein tropisches Klima mit Trockenlaubwäldern, die mehreren Stämmen, darunter den Bhil, eine Heimat bieten. Kulturell wurde die Region von den Kulturen Gujarats, Rajasthans und Marathas beeinflusst. Die am häufigsten verwendete Sprache, vor allem in ländlichen Regionen, ist Malwi, während Hindi vor allem in den Städten gebräuchlich ist. Ujjain, Mandu, Maheshwar, Omkareshwar und Indore dienen als touristische Anziehungspunkte.
Das erste bedeutende Königreich der Region war Avanti, eine bedeutende Macht Westindiens am Übergang vom 6. zum 5. vorchristlichen Jahrhundert. Im 4. Jahrhundert v. Chr. wurde die Region vom Maurya-Reich annektiert. Das späte Gupta-Reich im 5. Jahrhundert n. Chr. war eine goldene Zeit der Geschichte Malwas. Die Dynastien der Parmaras (Sultane von Malwa) und der Marathas beherrschten Malwa immer wieder. In dieser Region sind führende Künstler und Wissenschaftler zur Welt gekommen, unter anderem der Dichter und Schriftsteller Kalidasa, der Autor Bhartrihari, die Mathematiker und Astronomen Varahamihira und Brahmagupta sowie der Universalgelehrte König Bhoja.

## Geschichte

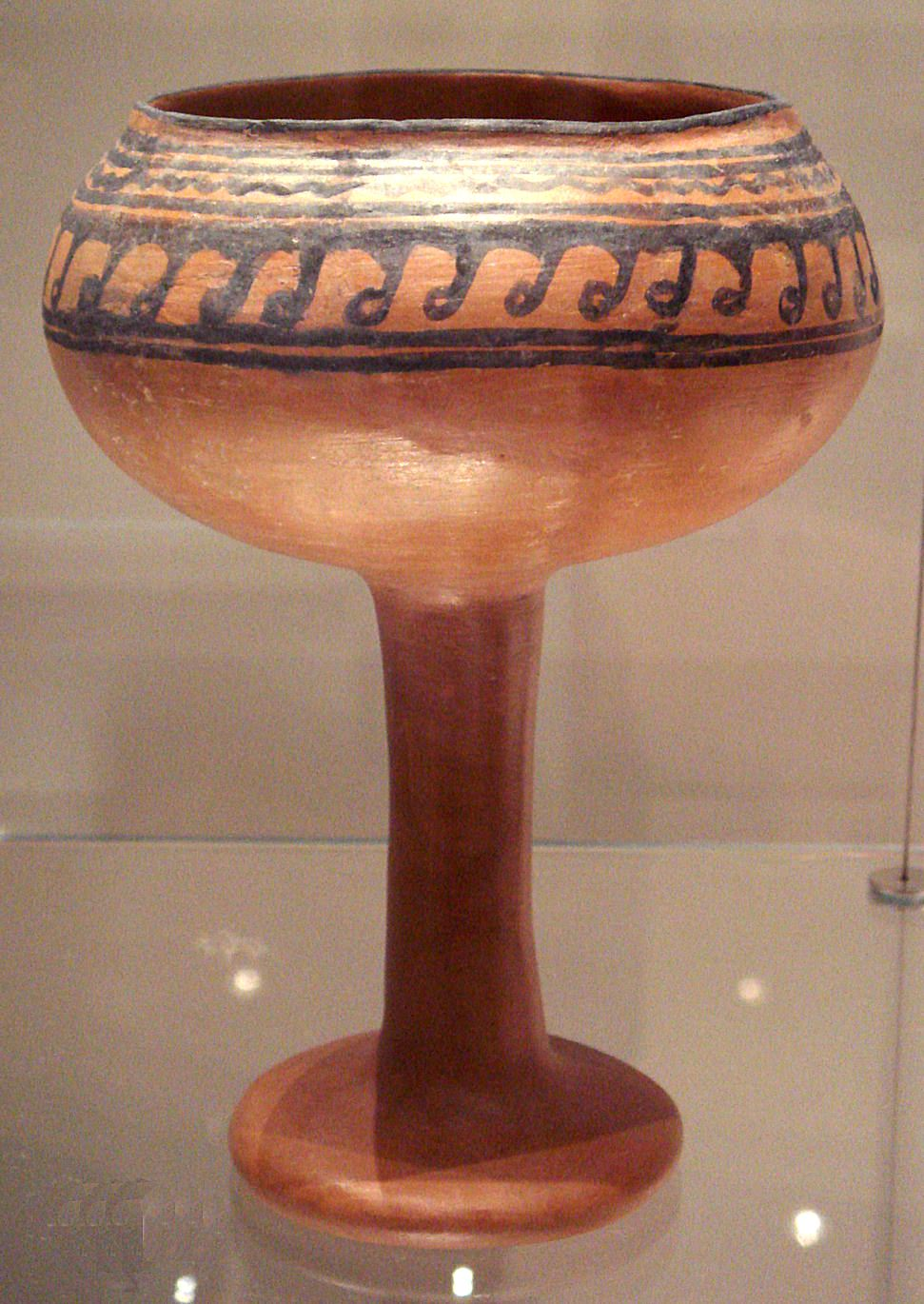
Keramikbecher aus Navdatoli, Malwa, um 1300 v. Chr.

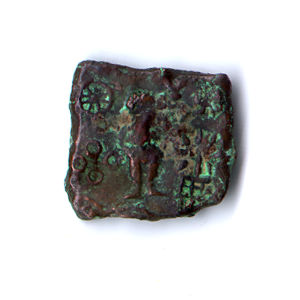
Darstellung des Kartikeya und der Lakshmi auf einer Münze; Ujjain; ca. 150–75 v. Chr.

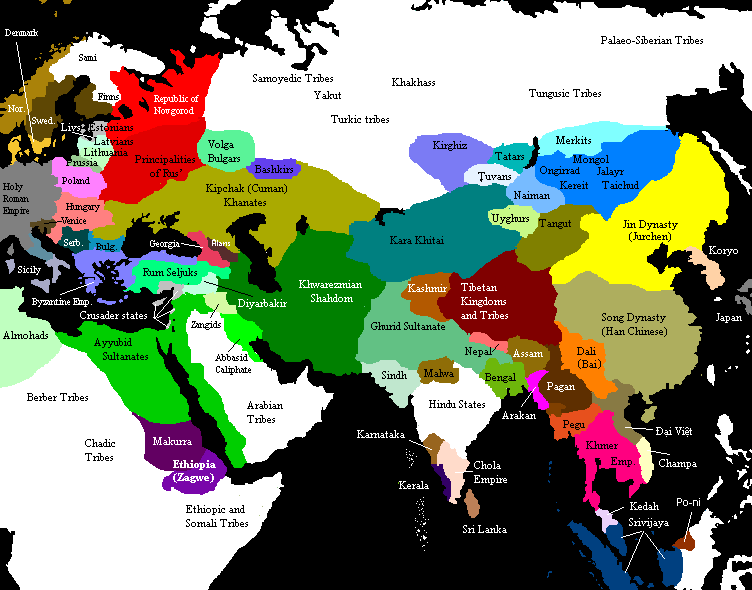
Lage Malwas im Vergleich zu anderen Staaten um 1200 n. Chr. vor der Eroberung durch das Sultanat von Delhi

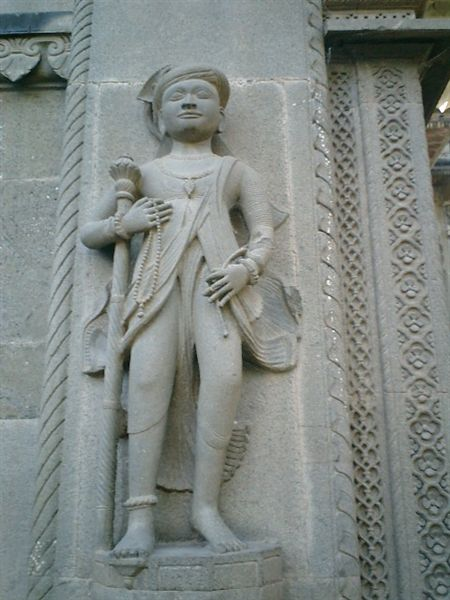
Skulptur eines höfischen Bediensteten der Holkar aus Fort Ahilya

Im östlichen Malwa wurden mehrere Wohnstätten der Frühsteinzeit und des Altpaläolithikums ausgegraben. Der Name „Malwa“ selbst ist vom Namen des alten arischen Stammes der Malava abgeleitet, über den nur wenig bekannt ist, außer der Tatsache, dass der Bikram Sambat auf ihn zurückgeht. Dabei handelt es sich um einen Kalender aus dem Jahre 57 v. Chr., der in weiten Teilen Indiens benutzt wird und allgemein mit König Chandragupta Vikramaditya in Verbindung gebracht wird. Der Name der Malava stammt wiederum vom sanskritischen Begriff „Malav“ ab und bedeutet „Teil der Wohnung der Lakshmi“. Der Siedlungsraum der Malwa oder Moholo wird, entsprechend der Erwähnung des chinesischen Reisenden Xuanzang aus dem 7. Jahrhundert, mit dem heutigen Gujarat identifiziert. Die Region wird als Malibah in arabischen Aufzeichnungen, wie dem Kamilu-t Tawarikh Ibn Asirs, erwähnt.
Ujjain, historisch als Ujjaiyini oder Avanti bekannt, entstand als erstes großes Zentrum der Malwaregion während der zweiten Welle der Urbanisierung Indiens im 7. vorchristlichen Jahrhundert (die erste Urbanisierungswelle ist vor allem unter der Bezeichnung Indus-Kultur bekannt). Um 600 v. Chr. wurde Ujjain, das damals eine beachtliche Größe hatte, von einem Erdwall umgeben. Avanti war eines der bekannten Mahajadpadas (Königtümer) der Indoarier. In der Nach-Mahabharata-Periode, um 500 v. Chr., zählte Avanti noch immer zu den wichtigen Königreichen Westindiens; es wurde von den Haihayas beherrscht, einem Volk, das vermutlich aus einer Vermischung der Indo-Arier und Nachfahren der Ureinwohner entstand und das für den Niedergang der Naga-Macht in Westindien verantwortlich war.
Die Region wurde in der Mitte des 4. vorchristlichen Jahrhunderts vom Maurya-Reich erobert. Nach dem Tod Ashokas, einem Kaiser der Maurya, der in seiner Jugend Statthalter von Ujjain war, 232 v. Chr. begann das Maurya-Reich zu kollabieren. Auch wenn es nur wenige Beweise gibt, wird davon ausgegangen, dass Malwa im zweiten und ersten Jahrhundert vor Christus wahrscheinlich von den Kuschanern und Saken regiert wurde. Die Vorherrschaft über diese Region war Gegenstand eines Konflikts zwischen den westlichen Kshatrapas und den Satavahanas in den ersten drei Jahrhunderten unserer Zeitrechnung. Bereits im ersten Jahrhundert entwickelte sich Ujjain zu einem großen Handelszentrum.
Während der Regierungszeit Chandraguptas II. (375–413 n. Chr.), auch als Vikramaditya bekannt, der die Region eroberte und die weltlichen Kshatrapas vertrieb, wurde Malwa Teil des Gupta-Reiches. Diese Gupta-Zeit wird allgemein als die goldene Zeit in der Geschichte Malwas angesehen, in der Ujjain als westliche Hauptstadt des Reiches diente. Kalidasa, Aryabhata und Varahamihira stammten aus Ujjain, das sich zu einem großen Zentrum der Wissenschaft, speziell der Astronomie und Mathematik, entwickelte. Um 500 erstand Malwa aus dem zerfallenden Gupta-Reich als eigenes Königtum wieder auf; 528 besiegte Yasodharman von Malwa die Alchon, die aus dem Nordwesten in Indien einfielen. Im siebten Jahrhundert wurde die Region zu einem Teil von Harsas Reich, der mit König Pulakesin II. aus der Chalukya-Dynastie von Badami im Dekkan um die Region stritt.
Die Region wurde 786 von den Königen der Rashtrakuta-Dynastie aus dem Dekkan erobert, die bis zum Beginn des zehnten Jahrhunderts mit den Königen der Pratihara-Dynastie aus Kannauj darum stritten. Ab der Mitte des zehnten Jahrhunderts geriet Malwa unter die Herrschaft der Paramara-Dynastie der Rajputen, die Dhara zu ihrer Hauptstadt machten. König Bhoja (circa 1010–1060) gilt als der große universalbegabte Philosophenkönig des indischen Mittelalters; seine umfangreichen Schriften behandeln Philosophie, Poesie, Medizin, Veterinärmedizin, Phonetik, Yoga und Bogenschießen. Unter seiner Herrschaft wurde Malwa zum intellektuellen Zentrum Indiens. Auf Bhoja geht außerdem die Gründung der Stadt Bhopal zurück, die den östlichen Teil seines Königreiches sichern sollte. Seine Nachfolger regierten bis etwa 1200, als Malwa durch das Sultanat von Delhi erobert wurde.
Dilawar Khan Gori, ehemals Statthalter von Malwa unter der Herrschaft des Sultanats von Delhi, erklärte sich 1401 zum Sultan von Malwa, nachdem der mongolische Eroberer Timur Delhi angegriffen und so das Zerbrechen des Sultanats in kleinere Staaten bewirkt hatte. Khan gründete so das Sultanat Malwa, sein Sohn Hoshang Shah baute Mandu, das hoch im Vindhyagebirge liegt, mit Blick auf das Tal der Narmada, zur Residenz- und Hauptstadt aus. Hoshangs Sohn, Ghazni Khan, konnte sich nur ein Jahr an der Macht halten. Seine Nachfolge trat Sultan Mahmud Khalji (1436–1469) an, der erste der Khalji-Sultane Malwas, der den Staat um Teile von Gujarat, Rajasthan und dem Dekkan erweiterte. Die muslimischen Sultane luden die Rajputen ein, sich im Land niederzulassen. Im 16. Jahrhundert bat der Sultan jedoch die Sultane von Gujarat um Hilfe bei der Eindämmung der zunehmenden Macht der Rajputen, während diese wiederum bei den Königen des Sisodhya-Clans der Rajputen, die in Mewar regierten, Unterstützung erbaten. Gujarat stürmte Mandu 1518 und 1531, woraufhin kurze Zeit später das Sultanat Malwa zusammenbrach. Akbar I., Kaiser des Mogulreiches, eroberte Malwa 1563 und gestaltete es in eine Provinz seines Reiches um. Mandu wurde im 17. Jahrhundert schließlich aufgegeben.
Als das Mogulreich nach 1700 seine Macht verlor, übernahmen die Marathen die Herrschaft über Malwa. Nemaji Shinde und Chimnaji Damodar waren die ersten Generäle der Marathen, die die Grenze Maharashtras überschritten, um 1698 in Malwa einzumarschieren. 1724 wurde Malharrao Holkar (1694–1766) Oberbefehlshaber der marathischen Truppen in Malwa und 1733 wurde ihm die Kontrolle über den größten Teil der Region übertragen, nachdem die Moguln 1738 offiziell zurücktraten. Ranoji Scindia stellte fest, dass der Kommandant der Marathen sein Hauptquartier 1731 in Ujjain einrichtete. Dieser Regierungssitz wurde später von Daulatrao Scindia nach Gwalior verlegt. Ein anderer marathischer General, Anand Rao Pawar, richtete sich 1742 selbst als Raja von Dhar ein, und die beiden Pawar-Brüder wurden Rajas von Dewas. Im ausgehenden 18. Jahrhundert wurde Malwa zum Schauplatz der Kämpfe zwischen den rivalisierenden Mächten der Marathen und dem Hauptquartier der Pindari, außerregulärer Plünderer. Die Pindari wurden durch einen Feldzug des britischen Generals Baron Hastings ausgerottet, und unter John Malcolm wurden weitere Regelungen eingeführt. Die Holkar-Dynastie herrschte über Malwa von Indore und Maheshwar an der Narmada aus bis 1818, als die Marathen im Dritten Marathenkrieg von den Briten besiegt wurden und das von den Holkars regierte Indore zu einem Fürstenstaat Britisch-Indiens wurde. Nach 1818 gliederten die Briten die zahlreichen Fürstenstaaten Zentralindiens in die Central India Agency ein; die Malwa Agency war eine Abteilung davon, die eine Fläche von 23.100 km² und eine Bevölkerung von 1.054.753 hatte (Stand: 1901). Sie bestand aus den Staaten der Dewas (Senior- und Juniorzweig), Jaora, Ratlam, Sitamau und Sailana, zusammen mit einem großen Teil Gwaliors, Teilen von Indore und Tonk sowie rund 35 kleinen Ländereien und Beteiligungen. Die politische Macht wurde von Neemuch aus ausgeübt. Mit der Unabhängigkeit Indiens (1947) traten die Holkars und andere Fürsten Indien bei, und der größte Teil Malwas wurde Teil des neuen Staates Madhya Bharat, der 1956 in Madhya Pradesh eingegliedert wurde.

## Geographie
Malwa erstreckt sich auf einem Plateau im westlichen Madhya Pradesh und südöstlichen Rajasthan (zwischen 21° 11' Nord, 73° 45' Ost und 25° 10' Nord und 79° 14' Ost) mit Gujarat im Westen. Im Süden und Osten befindet sich das Vindhya-Gebirge, im Norden das Bundelkhand-Hochland. Das Plateau ist eine Verlängerung des Dekkan-Trapp, der vor rund 68 bis 68 Millionen Jahren am Ende der Kreidezeit entstand. Die Böden dieser Region gehören vor allem zu den schwarzen, braunen und steinigen Erden. Die vulkanische, tonartige Erde in dieser Region verdankt ihre schwarze Farbe vor allem dem hohen Eisengehalt des Basalts, aus welchem sie entstand. Diese Böden benötigen weniger Bewässerung aufgrund ihrer hohen Speicherkapazitäten für Feuchtigkeit. Die beiden anderen Bodentypen sind leichter und haben einen höheren Sandanteil.

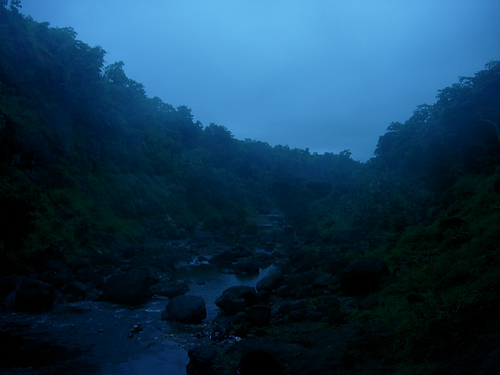
Das Vindhya-Gebirge begrenzt das Plateau nach Süden und ist Quellort vieler Flüsse der Region

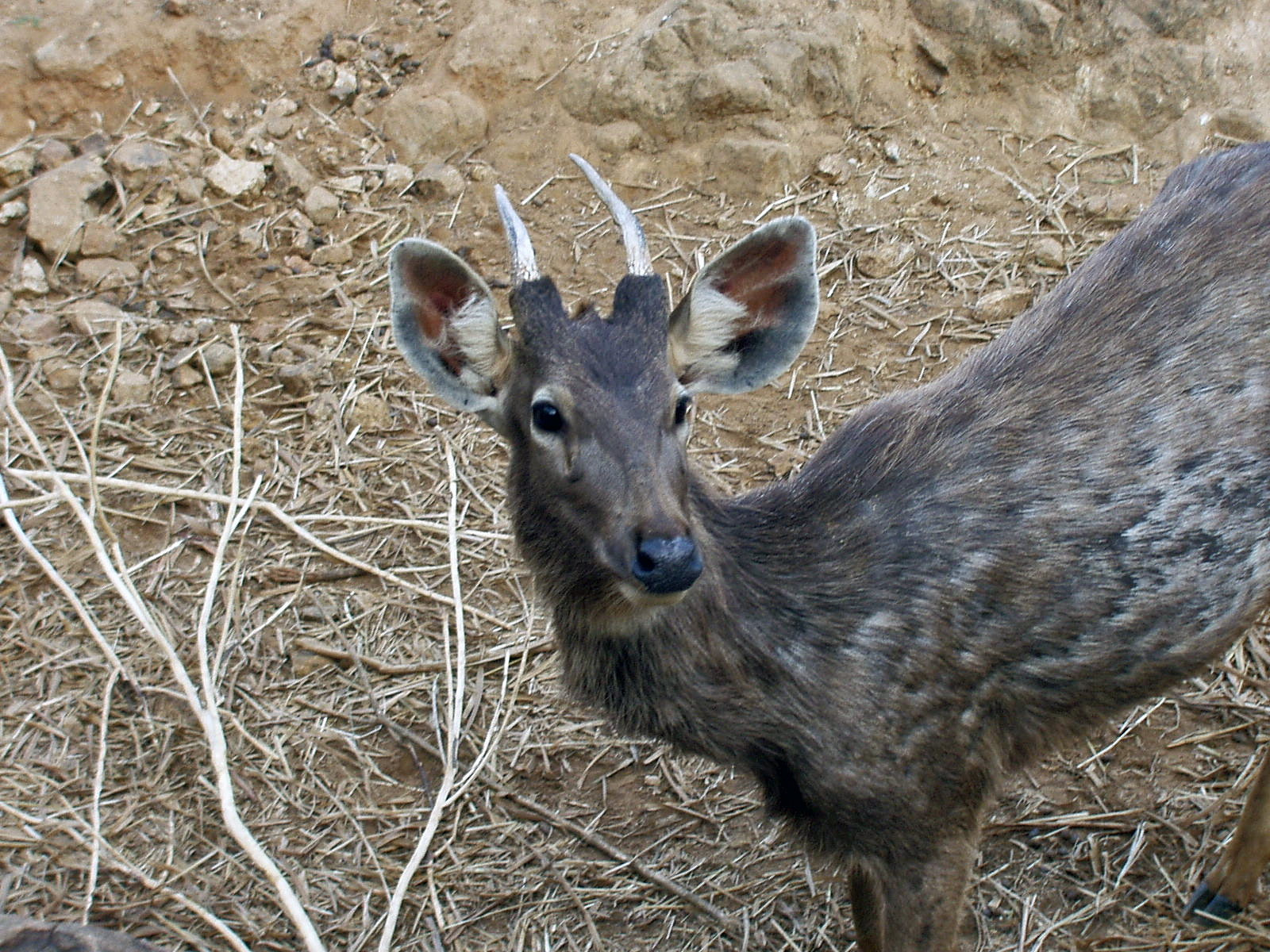
Der Sambar ist eines der am weitesten verbreiteten Wildtiere der Region.

Die durchschnittliche Höhe der Hochebene beträgt 500 Meter, es gibt jedoch einige Gipfel von über 800 Meter Höhe am Sigar (881 Meter), Japanav (854 Meter) und Ghajari (810 Meter). Das Plateau ist generell nach Norden hin geneigt. Den westlichen Teil der Regin entwässert der Mahi, während der Chambal den mittleren Teil und der Betwa sowie die Oberläufe des Dhasan und Ken den östlichen Teil der Region entwässern. Der Shipra ist von historischer Bedeutung wegen der Simhasth mela, die alle 12 Jahre stattfindet. Andere erwähnenswerte Flüsse sind der Parbati, Gambhir und der Choti Kali Sindh. Seine Höhe gibt Malwa ein mildes, angenehmes Klima; ein kühler Morgenwind, der Karaman und eine abendliche Brise, die Shab-e-Malwa, lassen auch die Sommer weniger heiß sein.
Das Jahr wird gewöhnlich in drei Jahreszeiten aufgeteilt: Sommer, Regenzeit und Winter. Der Sommer erstreckt sich auf die Monate Chaitra bis Jyestha (Mitte März bis Mitte Mai). Während dieser Monate beträgt die durchschnittliche Tagestemperatur 35 °C und steigt an einigen Tagen auf bis etwa 40 °C an. Die Regenzeit beginnt mit den ersten Schauern des Aashaada (Mitte Juni) und dauert bis zur Mitte des Ashvin (September). Die größten Niederschlagsmengen fallen unter dem Einfluss des Südwestmonsuns und betragen zwischen 1000 mm im Westen bis 1650 mm im Osten. Indore und die unmittelbar umliegenden Gebiete erhalten jährlich durchschnittlich 1400 mm Niederschlag. Die Wachstumsperiode, in welcher die durchschnittlichen Tagestemperaturen meistens zwischen 20 und 30 °C betragen, dauert zwischen 90 und 150 Tagen. Der Winter ist die längste der drei Jahreszeiten und dauert rund fünf Monate (Mitte des Ashvin bis Phalgun, das heißt von Oktober bis Mitte März). Die durchschnittlichen Tagestemperaturen liegen meist zwischen 15 und 20 °C; sie können während einiger Nächte auf rund 7 °C abfallen. Einige Landwirte behaupten, dass ein gelegentlicher Winterschauer während der Monate Pausha und Maagha sich positiv auf die frühsommerlichen Weizenkulturen auswirkt.
Die Region ist Teil der Kathiarbar-Gir-Trockenlaubwald Ökoregion. Ihre natürliche Vegetation sind tropische Trockenwälder sowie vereinzelte Teakwälder. Die verbreitetsten Baumarten sind Butea, Bombax, Anogeissus, Akazie, Buchanania und Boswellia. Zu den häufigsten kleineren Baumarten und Sträuchern gehören Grewia, Indische Jujube, Casearia, Prosopis, Capparis, Woodfordia, Phyllanthus und Carissa. Zur Fauna gehören vor allem Paarhufer wie Sambar, Hirschziegenantilopen und Indische Gazellen. Während des vergangenen Jahrhunderts schritt die Entwaldung rasch voran, so dass sie zu Umweltproblemen wie akuter Wasserknappheit und der Desertifizierungsgefahr führte.

## Bevölkerung

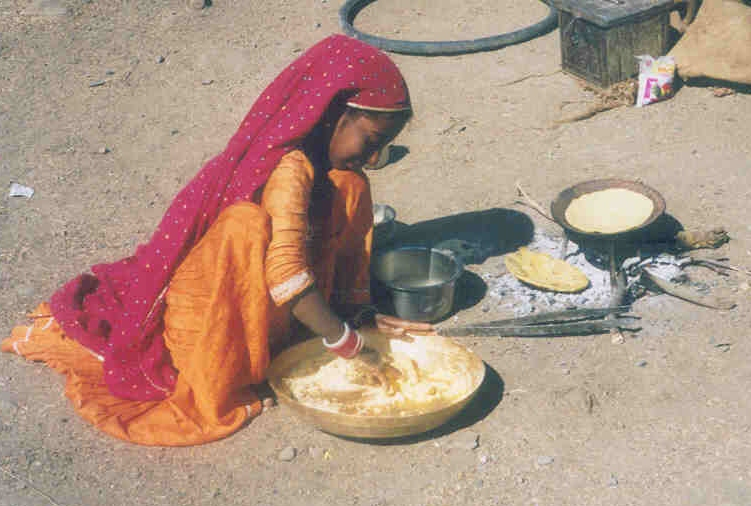
Ein Mädchen aus dem Nomadenstamm der Gadia Lohar aus Marwar kocht am Rande eines Dorfes im Distrikt Ratlam

Malwa hat rund 18,9 Millionen Einwohner (Stand 2001), mit einer mittleren Bevölkerungsdichte von 231/km². Die jährliche Geburtenrate liegt bei 31,6 ‰, die Todesrate bei 10,3 ‰. Die Kindersterblichkeit liegt mit 93,8 ‰ etwas höher als im gesamten Madhya Pradesh.
In der Region leben zahlreiche Stämme, wie die Bhil, ihre verwandten Gruppen, die Bhilala, Barela und Patelia sowie die Meena, die sich in ihrem Dialekt und Gemeinschaftsleben alle in einem merklichen Grad von der regionalen Bevölkerung unterscheiden. Sie umfassen eine Vielzahl an Sprache und Kulturen. Einige Stämme der Region, besonders die Kanjar, wurden im 19. Jahrhundert wegen krimineller Aktivitäten im Criminal Tribes Act gelistet; inzwischen wurden sie dort jedoch wieder ausgetragen. Die Gadia Lohar, ein Nomadenstamm aus der Marwarregion in Rajasthan, das als „Lohar“ (Schmiede) arbeitet, besucht die Region zu Beginn der Landwirtschaftsperiode, um landwirtschaftliche Geräte und Werkzeuge zu reparieren oder zu verkaufen und lässt sich vorübergehend an den Dorf- und Stadträndern nieder, um dort in ihren reich verzierten Metallwagen zu wohnen. Ein weiterer Nomadenstamm aus Rajastan, der die Region regelmäßig besucht, sind die Albelia.
In Malwa lebt eine signifikante Anzahl von Dawoodi Bohra, eine Untergruppe der Schiiten aus Gujarat, die überwiegend als Geschäftsleute arbeiten. Neben der lokalen Sprache haben diese mit Lisan al-Dawat ihre eigene Sprache. Die Patidar, die vermutlich von den Kurmi im Punjab abstammen, sind überwiegend Ackerbauern, die sich um 1.400 in Gujarat ansiedelten. Die Zeiten des Sultanat und der Maratha-Herrschaft führten zu einem Wachstum der muslimischen und Marathigemeinden. Auch eine signifikante Anzahl von Jats und Rajputen leben in der Region. Die Sindhi, die sich hier nach der Teilung Indiens ansiedelten, sind eine wichtige Gruppe für die Wirtschaft. Wie im benachbarten Gujarat und südlichen Rajasthan gehören etliche Einwohner der Region dem Jainismus an, dabei handelt es sich überwiegend um Händler und Geschäftsleute. Malwa beheimatet außerdem eine kleinere Anzahl von Katholiken aus Goa, Anglo-Inder, Punjabis und Zoroastrier. Letztere, auch Parsi genannt, sind eng mit der Verbreitung und Entwicklung von Mhow verbunden, wo sich ein Feuertempel und ein Turm des Schweigens befinden.

## Wirtschaft

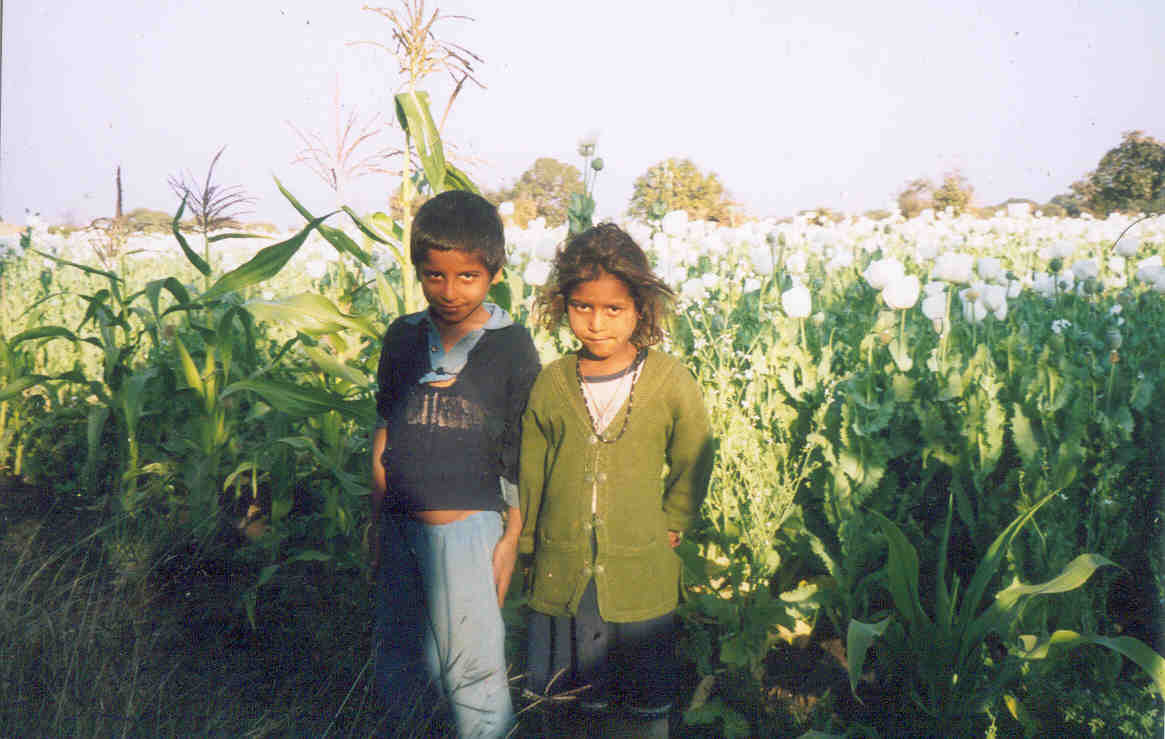
Kinder in einem Opiumfeld in Malwa

Malwa ist einer der weltweit größten Opiumproduzenten. Dieser Wirtschaftszweig ist das Ergebnis der engen Verbindungen zwischen der Wirtschaft Malwas und den westindischen Hafenstädten sowie China, welche im 18. und 19. Jahrhundert internationales Kapital in die Region brachten. Opium aus Malwa war eine Konkurrenz zum Monopol der britischen Ostindien-Kompanie, die bengalisches Opium nach China lieferte. Dies führte dazu, dass die britische Kompanie viele Einschränkungen über Produktion und Handel dieser Droge verhängte, so dass der Opiumhandel schließlich in den Untergrund verlagert wurde. Als Schmuggel sich verbreitete, lockerten die Briten die Beschränkungen wieder. Heute ist die Region einer der größten Produzenten von legalem Opium in der Welt. Eine zentrale, staatliche Opium- und Alkaloidfabrik befindet sich in Neemuch. Dennoch findet immer noch eine erhebliche Menge an illegaler Opiumproduktion statt, welche den Schwarzmarkt bedient. Die Verwaltung der zentralen Behörde für Narkotika Indiens befindet sich in Gwalior. Die Rajputana-Malwa Bahn wurde 1876 eröffnet.
Malwa ist vor allem landwirtschaftlich geprägt. Die braune Erde in Teilen der Region ist besonders für den Anbau von Frühsommerfrüchten wie Weizen, Kichererbsen und Sesam geeignet. Ärmere Böden werden für den Anbau von Frühwinterfrüchten wie Sorghumhirse, Mais, Mung- und Urdbohnen, Erbsen und Erdnuss genutzt. Die insgesamt wichtigsten Produkte sind Hirsen, Hülsenfrüchte, Erdnüsse, Baumwolle, Leinsamen, Sesam und Zuckerrohr. In zahlreichen kleineren Städten sind Zuckerfabriken angesiedelt. Die schwarzen Böden sind ideal für die Kultivierung von Baumwolle; Textilherstellung ist heute ein wichtiger Wirtschaftszweig. Zu den großen Zentren der Textilproduktion gehören Indore, Ujjain und Nagda. Maheshwar ist bekannt für seine feinen Saris und Mandsour für seine groben Wolldecken.
Für die in Stämmen lebenden Bevölkerungsteile ist vor allem das Handwerk eine wichtige Einkommensquelle. Bekannt sind außerdem farbige Lackarbeiten aus Ratlam, Stoffpuppen aus Indore sowie Pappmaché-Artikel aus Indore, Ujjain und verschiedenen anderen Zentren.
Als einziger Distrikt in Indien ist Mandsaur Produzent von weißem und rotem Schiefer, der in den 110 Griffelfabriken des Distrikts verarbeitet wird, daneben wird dort Zement produziert; sonst verfügt die Region über keine Bodenschätze. Die Industrie Malwas produziert vor allem Konsumgüter, es gibt jedoch inzwischen viele Zentren mittelgroß und groß angelegter Industrie. Hierzu zählen Indore, Nagda und Ujjain. So werden in Indore Dieselmotoren hergestellt. Pithampur, etwa 25 km von Indore entfernt, ist als „Detroit von Indien“ für seine hohe Konzentration von Automobilindustrie bekannt. Als Finanzhauptstadt Madhya Pradesh wird Indore bezeichnet, zugleich ist es ein bedeutendes Zentrum für den Handel mit Textilien und Agrarprodukten. Unter anderem befindet sich dort eines der sechs indischen Managementinstitute.

## Kultur

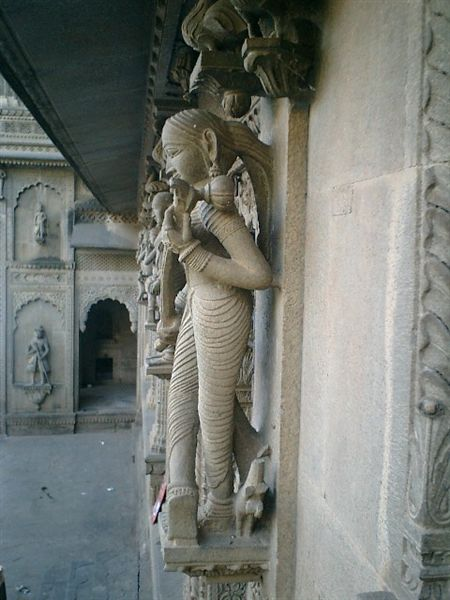
Skulptur im Maratha-Stil aus Mheshwar

Die Kultur Malwas wurde aufgrund ihrer geographischen Nähe erheblich von den Kulturen Gujarats und Rajasthans beeinflusst. Unter der Vorherrschaft der Maratha in der jüngeren Vergangenheit wurde sie auch von deren eigener Kultur merklich beeinflusst.
Die Hauptsprache Malwas ist Malwi, obgleich Hindi in den Städten weit verbreitet ist. Diese Indoeuropäische Sprache wird dem Zweig der indoarischen Sprachen zugerechnet. Gelegentlich genutzte Alternativbezeichnungen für Malwi sind Malavi oder Ujjaini. Malwi ist ein Teil des rajastanischen Sprachzweigs; Nimadi wird in Nimar und in Rajasthan gesprochen. Die Dialekte des Malwi sind in alphabetischer Reihenfolge: Bachadi, Bhoyari, Dholewari, Hoshangabadi, Jamral, Katiyai, Malvi Proper, Patvi, Rangari, Rangri und Sondwari. Eine Untersuchung konnte 2001 jedoch nur vier Dialekte ausmachen: Ujjaini (in den Distrikten Ujjain, Indore, Dewas und Sehore), Rajawari (in Ratlam, Mandsaur und Neemuch), Umadwari (in Rajgarh) und Sondhwari (in Jhalawar, Rajasthan). Etwa 55 % der Bevölkerung Malwas beherrschen Hindi, die offizielle Sprache in Madhya Pradesh, als Umgangssprache und rund 40 % können Hindi lesen und schreiben.
Die traditionellen Speisen Malwas haben Elemente der Küchen Grujarats und Rajasthans. Ein großer Teil der Bevölkerung Malwas lebt vegetarisch. Traditionell war Hirse das Grundnahrungsmittel, nach der grünen Revolution in Indien wurde sie jedoch durch Weizen ersetzt. Seit das Klima während des ganzen Jahres überwiegend trocken ist, versorgen sich die meisten Menschen durch lagerbare Lebensmittel wie Hülsenfrüchte; grünes Gemüse wird hingegen eher selten genutzt. Ein typisches Gericht ist „bhutta ri kees“ (geriebener, gerösteter Mais in Butterschmalz geröstet und später in Milch mit Gewürzen gekocht). „Chakki ri shaak“ wird aus Weizenteig hergestellt, der unter fließendem Wasser gewaschen wurde, gedämpft und dann mit einer Quarksoße verzehrt. Das traditionelle Brot in Malwa heißt Baati/Bafla und besteht im Wesentlichen aus einer kleinen Kugel aus Weizenmehl, die über getrocknetem Dung geröstet wird. Baati wird typischerweise mit Dal serviert, während Baflas von Butterschmalz triefend mit Dal getränkt wird. Das „Amli ri Kadhi“ ist Kadhi, das jedoch statt mit Joghurt mit Tamarinde hergestellt wird. Zu religiösen Feiern werden „Tapu“, süße Kuchen aus Weizenvariationen, hergestellt. Süßes Getreide wird mit Milch oder Joghurt als „Thulli“ gegessen. Zu den traditionellen Nachspeisen gehören „Mawa-Bati“ (auf Milch basierende Süßigkeit, ähnlich dem Gulab Jamun), „Khoprapak“ (auf Kokosnussbasis), „Shreekhand“ (auf Joghurt-Basis) und „Malpua“.
Lavani ist ein weit verbreiteter Gesangsstil im südlichen Malwa, der durch die Marathen in die Region gebracht wurde und einen Bestandteil des Volkstanztheaters Tamasha darstellt. Die zwei Hauptrichtungen sind „Nirguni Lavani“ (philosophisch) und „Shringari Lavani“ (erotisch). Die Bhil besitzen eigene Volkslieder, die immer durch einen Tanz begleitet sind. Die Volksmusik Malwas beruht auf einem Vier- oder Fünf-, in seltenen Fällen auch Sechs-Tonsystem. Großer Beliebtheit in ganz Malwa erfreut sich die religiöse Musik des Nirguni-Kultes. Klassische Themen der Volkslieder sind die Legenden von Raja, Bhoj und Bijori sowie das Kanjar-Mädchen, außerdem das Märchen von Balabau. Häufig werden Einlagen, bekannt als „Stobha“, in der Musik Malwas verwendet, was in vier Arten geschehen kann: „Varna Stobha“ (Buchstabeneinlage), „Matra Stobha“ (Silbeneinlage), „Shabda Stobha“ (Worteinlage) und „Vakya Stobha“ (Satzeinlage).

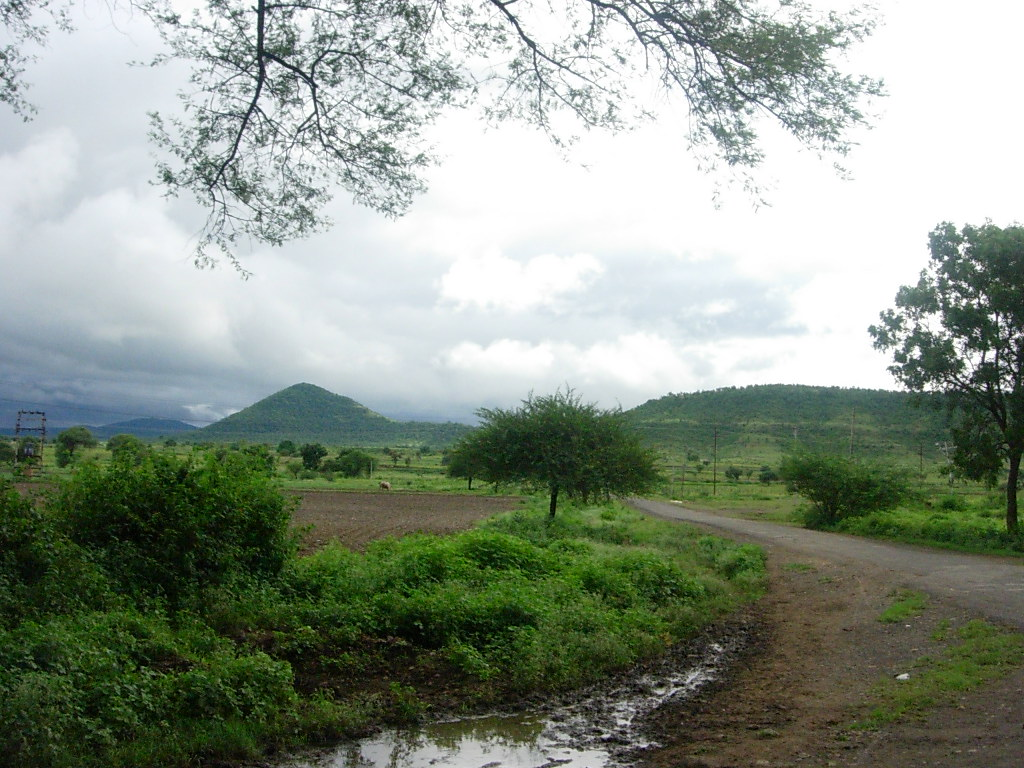
Typische Landschaft bei Mhow während des Monsunregens

Malwa war das Zentrum der Sanskrit-Dichtung während und nach der Gupta-Zeit. Der bekannteste Dramatiker der Region, Kalidasa, gilt als größter Schriftsteller ganz Indiens. Sein ältestes erhaltenes Drama heißt „Malavikagnimitra“ (Malavika and Agnimitra); sein zweites Werk, „Abhijñānaśākuntalam“, gilt als sein Meisterstück und erzählt die Geschichte von König Dushyanta, der sich in ein Mädchen bürgerlicher Herkunft verliebt, die liebliche Shakuntala. Das dritte und letzte erhaltene Drama Kalidasas ist Vikramuurvashiiya (Uvarishi erobert durch Tapferkeit). Kalidasa schrieb außerdem die epischen Gedichte „aghuvamsha“ (Dynastie von Raghu), „Ritusamhāra“ und „Kumarasambhava“ (Geburt des Kriegsgottes) sowie die lyrische „Meghaduuta“ (Der Wolkenbote).
Swang ist ein beliebter Tanz in Malwa; seine Wurzeln gehen zurück in die Anfänge der indischen Theatertradition im ersten vorchristlichen Jahrtausend. Da Frauen sich nicht an der dramatischen Tanzform beteiligten, übernahmen Männer ihre Rollen. Swang beinhaltet Theatralik und Mimik und wird abwechseln von Gesang und Dialog begleitet. Das Genre ist generell eher Dialog- anstatt Bewegungsorientiert.
„Mandana“ (literarische Gemälde), Gemälde auf Wänden und Böden, sind die bekannteste Tradition der Malerei Malwas. Weiße Zeichnungen stehen dabei in Kontrast zur Grundierung, die aus rotem Lehm und Kuhdung gemischt wird. Pfauen, Katzen, Löwen, Goojari, Bawari, Hakenkreuze und Chowk sind typische Motive dieses Tils. „Sanjhya“ ist eine rituelle Wandmalerei, die von jungen Mädchen während der jährlichen Zeit, in der die Hinu ihrer Vorfahren erinnern und ihnen rituell opfern, angefertigt wird. Miniaturzeichnungen aus Malwa sind bekannt für ihre komplizierten Pinselführungen. Im 17. Jahrhundert konzentrierte sich ein Ableger der Schule für Miniaturmalerei Rajasthans, bekannt als „Malwa Painting“, in Malwa und Bundelkhand. Diese Schule erhielt den Stil ältester Beispiele, wie die „Rasikapriya“-Serie von 1636 (nach einem Gedicht untersucht sie das Gefühl der Liebe) und die „Amaru Sataka“ (ein Sanskrit-Gedicht des 17. Jahrhunderts). Die Gemälde dieser Schule sind zweidimensionale Kompositionen auf schwarzem oder schokoladebraunem Hintergrund, mit Darstellungen, die sich gegen einen einfarbigen Hintergrund abheben und Architektur, die in lebendigen Farben gemalt ist.
Das größte Fest Malwas ist das „Simhastha mela“, das alle 12 Jahre stattfindet und zu dem mehr als 40 Millionen Pilger ein heiliges Bad im Shipra nehmen. Das Fest von „Gana-Gour“ wird zu Ehren Shivas und Parvatis gefeiert. Dieses Fest geht auf Rano Bai zurück, die aus Malwa stammte, jedoch nach Rajasthan einheiratete. Sie war eng mit Malwa verbunden und wollte deshalb nicht in Rajastan bleiben; nach ihrer Heirat durfte sie jedoch nur einmal pro Jahr Malwa besuchen. Gana-Gour symbolisiert diese jährlich wiederkehrenden Besuche. Dieses Fest wird von Frauen der Region einmal in den Monaten Chaitra (Mitte März) und Bhadra (Mitte August) begangen. Das „Ghadlya“-Fest (irdener Topf) wird von Mädchen der Region gefeiert, die sich versammeln, um jedes Haus in ihrem Dorf am Abend zu besuchen, wobei sie irdene Tröpfe tragen, in welche Öllampen gestellt werden und die mit Löchern versehen sind, so dass das Licht der Lampen nach außen gelangen kann. Vor jedem Haus singen die Mädchen Lieder die mit dem Ghadlya in Verbindungen stehen und erhalten dafür Lebensmittel oder Geld. Das „Gordhan“-Fest wird am 16. Kartika gefeiert. Die Bhil in Malwa singen hierbei „Heeda“, anekdotische Lieder über die Viehzucht, während die Frauen „Chandrawali“ singen, was in Verbindung mit der Romanze Krishnas steht.
Die populärsten Messen werden in den Monaten Phalguna, Chaitra, Bhadra, Ashvin und Kartik gehalten. Die Chaitra-Messe in Biaora und die „Gal Yatras“, die in mehr als zwei Dutzend Dörfern in Malwa gehalten wird, sind sehenswert. Viele Messen werden am 10. Bhadra gehalten, um an die Geburt Tejajis zu erinnern. Die „Triveni Mela“ wird in Ratlam gehalten, andere Messen finden im Kartika in Ujjain, Mandhata (Nimad), Nayagon und anderen statt.
In der Belisar-Erzählung von David Drake und Eric Flint wurde die Bevölkerung Malwas von bösen Wesen aus der Zukunft auserwählt, um den Lauf der Geschichte zu verändern. Der byzantinische General Belisar wird ihnen von einer Kreatur, geschickt von guten Wesen aus der Zukunft, entgegengestellt.

## Tourismus
Die Hauptziele der Touristen in Malwa sind Orte von historischer oder religiöser Bedeutung. So wurden etwa der Fluss Shipra und die Innenstadt Ujjains über Jahrtausende als heilig angesehen. Der Mahakal-Tempel von Ujjain ist einer der zwölf Jyotirlingas. Daneben hat Ujjain jedoch über 100 weitere alte Tempel, einschließlich Hasidhhi, Chintaman Ganesh, Gadh Kalika, Kaal Bhairava und Mangalnath. Der Kalidehpalast am Rande der Stadt ist ein schönes Beispiel altindischer Architektur. Über die Bhartrihari-Höhlen existieren interessante Sagen. Seit dem 4. Jahrhundert diente Ujjain als erster Längengrad der Hindu-Geographen. Das von Jai Singh II. erbaute Observatorium ist eines von vieren seiner Art und enthält antike astronomische Geräte. Das alle 12 Jahre gefeierte „Simhastha mela“ beginnt mit dem Vollmond im Chaitra (April) und dauert bis in den Vaishakha (Mai), bis zum nächsten Vollmond.

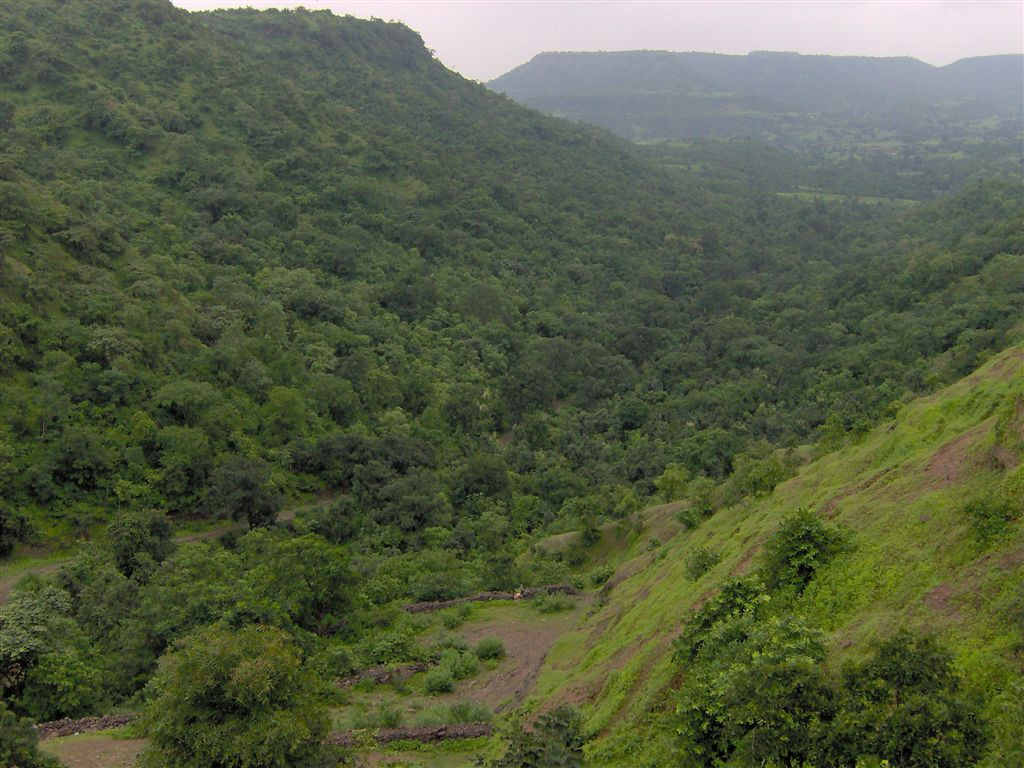
Mandu-Tal

Mandu war ursprünglich die befestigte Hauptstadt der Parmer-Herrscher. Gegen Ende des 13. Jahrhunderts kam es unter die Herrschaft der Sultane von Malwa, von denen der erste es in Shadiabad (Stadt der Freude) umbenannte. Es blieb Hauptstadt und die Sultane bauten auf seinem Gelände exquisite Paläste wie die Jahaz Mahal und die Hindola Mahal, aber auch Ziel-Kanäle, Bäder und Pavillons. Das mächtige Grabmal Hoshang Shahs inspirierte Jahrhunderte später die Planer des Taj Mahal. Im 16. Jahrhundert errichtete Baz Bahadur einen riesigen Palast in Mandu. Weitere bemerkenswerte historische Denkmäler sind RewaKund, der Rupmati-Pavillon, Nilkanth Mahal, Hathi Mahal, das Grabmal Darya Khans, Dai ka Mahal, die Malik-Mughit-Moschee und Jali Mahal.

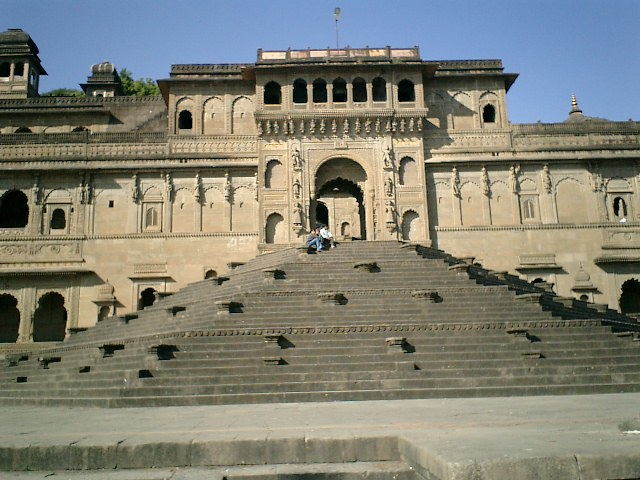
Fort Ahilya in Maheshwar

In der Nähe Mandus liegt Maheshwar, eine Stadt am nördlichen Ufer des Narmada, die unter Ahilyabai Holkar als Hauptstadt des Staates Indore diente. Die Festung Marathas ist die Hauptattraktion. Im Inneren des Komplexes befindet sich eine lebensgroße Statue von Rani Ahilya auf einem Thron. Bevor Mandu 1405 Hauptstadt Malwas wurde, hatte Dhar diese Funktion inne. Von der dortigen Festung existieren nur noch Ruinen, jedoch bieten sie einen guten Ausblick. Die Bhojashala Moschee (errichtet um 1400) wird bis heute für freitägliche Gottesdienste genutzt. Die verlassene Lat Masjid (1405) und das Grabmal des muslimischen Heiligen Kamal Maula (frühes 15. Jahrhundert) sind weitere Anziehungspunkte.
Das moderne Indore wurde unter Ahilyabai Holkar geplant und errichtet. Zu seinen größten Denkmälern gehört der große Lal Baag-Palast. Der Bada Ganpati-Tempel beherbergt die möglicherweise größte Ganesh-Ikone der Welt, mit über 7,60 m Gesamthöhe. Der Kanch Mandir ist ein Jain-Tempel, der komplett mit Glas ausgestattet ist. Das Rathaus wurde 1904 in indo-gotischem Stil errichtet; es wurde 1948 von King Edward-Hall in Mahatma Gandhi Hall umbenannt. Als „Chhatris“ werden die Grab- und Ehrenmäler bezeichnet, die zur Erinnerung an verstorbene Holkar-Herrscher und ihre Familienmitglieder errichtet wurden.
Der Schrein Hussain Tekris, im 19. Jahrhundert vom Nawab von Jaora, Mohammad Iftikhar Ali Khan Bahadur, errichtet befindet sich am Rand Jaoras im Distrikt Ratlam. Bahadur wurde auf demselben Friedhof bestattet. Während des Monats Muharram besuchen tausende Menschen aus aller Welt den dortigen Schrein von Husain ibn ʿAlī, ein Replikat des irakischen Originals. Der Ort ist vor allem für die „Hajri“ genannten Rituale bekannt, die geistige Krankheiten heilen sollen.